# Guillem de Noto
Guillem de Noto, de Scicli o Guillem Cuffitelli (Noto, Siracusa, Sicília, ca. 1309 - Scicli, Ragusa, 4 d'abril de 1404) fou un eremita sicilià. És venerat com a beat per l'Església Catòlica.

## Biografia
Nascut a Noto el 1309, en la família noble dels Buccheri, fou patge a la cort del rei Frederic II de Sicília, de qui fou escuder. Un dia de 1337, durant una cacera als peus de l'Etna, un gran senglar atacà el rei i el jove Guillem es llençà sobre la bèstia i salvà la vida del rei. El patge fou greument ferit, però, per una mossegada del senglar i fou portat a Catània, on fou tractat pels metges reials, que no pogueren fer res. Mentre agonitzava, Guillem va tenir una visió: se li aparegué Santa Àgata i li digué que es guariria i que, un cop recuperat, deixés la cort i visqués en solitud, que Déu li parlaria.
L'endemà, davant la sorpresa general, es recuperà i guarí. Explicà al rei la seva visió i el rei, tot i insistir perquè s'hi quedés, li donà permís per marxar a fer vida eremítica, donant-li un cavall i diners. Va anar cap a una ermita prop de Noto, Le Celle, vora l'església de Santa Maria del Crocefisso, i de camí, donà els diners i el cavall a un pidolaire que trobà, a més de bescanviar amb ell les robes.
Des de llavors es lliurà a la pregària i el servei als necessitats, vestit amb hàbit de terciari franciscà. El 1343 acollí al seu eremitori Corrado Confalonieri, després beat, amb qui visqué fins al 1350, quan els dos eremites se separen. Mentre que Conrad marxà a una ermita propera, Guillem anà a Scicli (província de Ragusa), a una habitació vora l'església de Santa Maria della Pietà, fora del poble. Hi viurà fins als 95 anys com a sagristà de la capella, ajudant els necessitats de la rodalia. No obstant això, per humilitat, deixava els ajuts a les famílies de nit, a la porta de la casa corresponent, perquè ningú no sabés que era ell qui ajudava. Fomentà la devoció per la Mare de Déu de la Pietat i instituí la processó del Diumenge de Rams, on els participants es flagel·laven en senyal de penitència (des del 1840, la flagel·lació hi és prohibida). Morí a Scicli en 1404, el Divendres Sant.

## Veneració

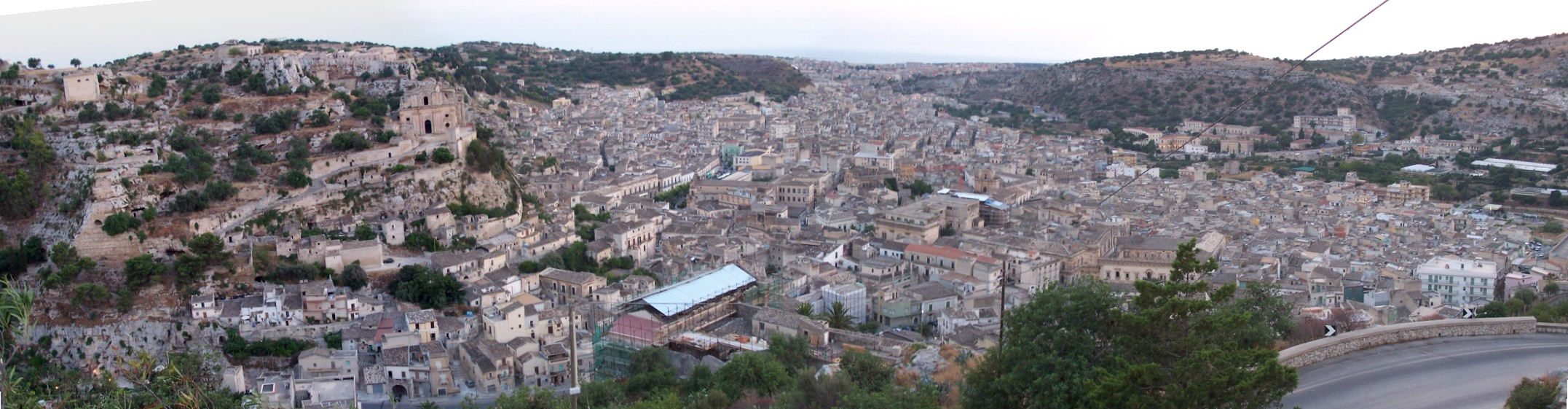
Scicli.

Mort en llaor de santedat, se li atribuïren molts miracles, com que les campanes toquessin soles quan morí. Fou beatificat el 9 d'abril de 1537 per Pau III. És invocat perquè plogui. Les seves restes són tancades en un bust-reliquiari d'argent, tancat al seu torn en una urna d'argent a l'església de San Matteo de Scicli. Al bust hi ha crucifix que era el mateix que portava el beat el dia que morí.
Quan el dia de la seva festa, 4 d'abril, cau en Setmana Santa, a Sicília se celebra el segon dissabte després de Pasqua.